# 6-й гвардейский танковый корпус
6-й гвардейский танковый корпус — гвардейское оперативное войсковое формирование (соединение, корпус) в составе ВС СССР.

## История
Берёт своё начало от 12-го танкового корпуса, сформированного в мае 1942 года.
Приказом НКО СССР № 0404с от 26 июля 1943 года 12-й танковый корпус преобразован в 6-й гвардейский танковый корпус
Участвовал в Киевской наступательной операции 1943 г.
В июле 1945 года корпус, в связи с демобилизаций СССР, переформирован в 6-ю гвардейскую танковую Киевско-Берлинскую ордена Ленина Краснознамённой орденов Суворова и Богдана Хмельницкого дивизию, которая была расквартирована в г. Виттенберг-Лютерштадт. Дивизия в конце 1980 году в рамках «одностороннего вывода советских войск» была выведена из ГДР в БССР, город Гродно (военные городки Фолюш и Новая Гожа), а после распада СССР была преобразована в 6-ю гвардейскую отдельную механизированную бригаду с сохранением всех знаков отличия (почётных наименований и орденов).

## Полное наименование
6-й гвардейский танковый Киевско-Берлинский ордена Ленина, Краснознамённый, орденов Суворова и Богдана Хмельницкого корпус

## Состав
- Управление корпуса
- 51-я гвардейская танковая бригада (бывшая 30-я)
- 52-я гвардейская танковая бригада (бывшая 97-я)
- 53-я гвардейская танковая бригада (бывшая 106-я)
- 22-я гвардейская мотострелковая бригада (13-я)
- 385-й гвардейский тяжёлый самоходно-артиллерийский Дрезденский полк (бывший 71-й гв. оттп)
- 1893-й самоходно-артиллерийский Фастовский Краснознамённый орденов Суворова и Красной Звезды полк
- 1894-й самоходно-артиллерийский ордена Богдана Хмельницкого полк
- 1645-й лёгкий артиллерийский Кременецкий Краснознамённый полк
- 1666-й истребительно-противотанковый артиллерийский полк
- 272-й гвардейский миномётный Перемышльский ордена Красной Звезды  полк
- 286-й гвардейский зенитный артиллерийский Перемышльский ордена Красной Звезды полк

Корпусные части:
- 439-й отдельный гвардейский миномётный Перемышльский ордена Красной Звезды дивизион
- 3-й отдельный гвардейский мотоциклетный Перемышльский ордена Красной Звезды батальон
- 145-й отдельный гвардейский Висленский орденов Александра Невского и Красной Звезды батальон связи (до 23.08.1943 — 432-й отдельный батальон связи)
- 120-й отдельный гвардейский сапёрный Перемышльский Краснознамённый орденов Александра Невского и Красной Звезды батальон (до 23.08.1943 — 127-й отдельный саперный батальон)
- 87-я отдельная рота химзащиты
- 12-я отдельная автотранспортная рота подвоза ГСМ
- 93-я полевая авторемонтная база
- 88-я полевая танкоремонтная база
- авиазвено связи
- 47-й полевой автохлебозавод
- 1927-я полевая касса Госбанка, с 29.02.1944
- 2120-я военно-почтовая станция

- управление
- 52-й гвардейский танковый Фастовский ордена Ленина, дважды Краснознамённый, орденов Суворова и Богдана Хмельницкого полк (Гродно)

68 Т-72, З БМП-2, 2 БРМ-1К, 2 БТР-70, 12 2С1
- 53-й гвардейский танковый Фастовский ордена Ленина, Краснознамённый, орденов Суворова и Богдана Хмельницкого полк (Гожа)

67 Т-72, 3 БМП-2, 2 БРМ-1К, 6 БТР-70; 12 2С1
- 78-й гвардейский танковый Полтавский Краснознамённый, орденов Суворова и Богдана Хмельницкого полк (Гродно)

67 Т-72, 3 БМП-2, 2 БРМ-1К, 6 БТР-70, 12 2С1
- 202-й гвардейский мотострелковый Васильковский ордена Ленина, дважды Краснознамённый, ордена Суворова полк (Гродно)

27 Т-72, 88 БМП-2, 2 БРМ-1К, 2 БТР-70, 12 2С1
- 350-й самоходный артиллерийский Шепетовско-Гнезненский орденов Суворова, Кутузова и Александра Невского полк (Гродно) (24 2С3, 12 БМ-21 «Град»)
- 1076-й зенитный ракетный полк (Гродно)
- 3-й отдельный разведывательный батальон (Гродно) (10 БМП-2, 7 БРМ-1К, 6 БТР-70)
- 145-й отдельный батальон связи (Гродно)
- 120-й отдельный инженерно-саперный батальон (Гожа)
- 981-й отдельный батальон материального обеспечения

Итого: 229 танков Т-72, 122 БМП (107 БМП-2, 15 БРМ-1К), 23 БТР, 72 САУ (48 2С1, 24 2С3), 12 РСЗО

## Командование корпуса

### Командиры корпуса
- генерал-майор танковых войск Зинькович, Митрофан Иванович (с 17 января по 23 сентября 1943 года);
- генерал-майор танковых войск Сухов, Иван Прокофьевич (с 24 сентября по 7 октября 1943 года);
- генерал-майор танковых войск, генерал-лейтенант танковых войск Панфилов, Алексей Павлович (с 8 октября 1943 по 25 апреля 1944);
- генерал-майор Новиков, Василий Васильевич (с 29 апреля 1944 по 9 апреля 1945);
- генерал-майор танковых войск Митрофанов, Василий Андреевич (с 10 апреля 1945 по июль 1946 года)

### Начальники штаба корпуса
- подполковник, полковник Чернев, Вениамин Владимирович (с 20 мая 1943 года по 6 ноября 1943 года)
- полковник Пинчук, Павел Ильич (с 7 ноября 1943 по 18 марта 1944 года);
- полковник Лебедев, Сергей Васильевич (с 21 марта 1944 до конца войны)

### Начальники политотдела
(он же заместитель командира по политической части):
- подполковник, полковник Лясковский, Никита Трофимович (с 22 июля по 17 ноября 1943 года)
- полковник Рыльский, Василий Степанович (с 17 ноября 1943 до конца войны)

## Награды корпуса
| Награда                               | За что награждена |
| ------------------------------------- | --- |
| Почётное звание «Гвардейский»         | почетное звание присвоено приказом Народного комиссара обороны СССР № 0404с от 26 июля 1943 года при преобразовании. |
| Почётное наименование «Киевский»      | почетное наименование присвоено приказом Верховного Главнокомандующего от 6 ноября 1943 года в ознаменование одержанной победы и отличие в боях за освобождение города Киева. |
| Почётное наименование «Берлинский»    | почетное наименование присвоено приказом Верховного Главнокомандующего № 0109 от 4 июня 1945 года в ознаменование одержанной победы и отличие в боях за взятие города Берлина. |
| орден Красного Знамени                | награждён Указом Президиума Верховного Совета СССР от 7 ноября 1943 года за образцовое выполнение боевых заданий командования на фронте борьбы с немецкими захватчиками и проявленные при этом доблесть и мужество. |
| орден Богдана Хмельницкого II степени | награждён Указом Президиума Верховного Совета СССР от 3 апреля 1944 года за образцовое выполнение заданий командования в боях за освобождение городов Проскурова, Каменец-Подольска, Черткова, Гусятина, Залещики и проявленные, при этом доблесть и мужество.                                                                                                   |
| орден Суворова II степени             | награждён Указом Президиума Верховного Совета СССР от 10 августа 1944 года за образцовое выполнение заданий командования в боях с немецкими захватчиками, за овладение городами Перемышль и Ярослав и проявленные при этом доблесть и мужество |
| орден Ленина                          | награждён Указом Президиума Верховного Совета СССР от 28 мая 1945 года За образцовое выполнение заданий командования в боях при прорыве обороны немцев на реке Нейссе и овладении городами Коттбус, Люббен, Цоссен, Беелитц, Лукенвальде, Тройенбритцен, Цана, Мариенфельде, Треббин, Рангсдорф, Дидерсдорф, Кельтов и проявленные при этом доблесть и мужество. |

Награды частей корпусного подчинения:
- 145-й отдельный гвардейский Висленский[5] орденов Александра Невского[6] и Красной Звезды[7]батальон связи
- 120-й отдельный гвардейский сапёрный Перемышльский[8] Краснознамённый[9] орденов Александра Невского[6] и Красной Звезды[10] батальон

## Герои Советского Союза
В корпусе один дважды Герой Советского Союза:
- Горюшкин, Николай Иванович, гвардии капитан, командир батальона 22 гвардейской мотострелковой бригады.

| Ф. И. О.                          | Должность | Звание                               | Дата награждения      | Примечание  |
| --------------------------------- | --- | ------------------------------------ | --------------------- | ----------- |
| Андрющенко, Григорий Яковлевич    | заместитель командира 6-го гвардейского танкового корпуса                                                    | гвардии полковник                    | 17 ноября 1943 года   | посмертно   |
| Антонов, Николай Григорьевич      | командир минно-подрывного взвода сапёрной роты 22-й гвардейской мотострелковой бригады                       | гвардии младший лейтенант            | 27 июня 1945 года     |             |
| Архипов, Василий Сергеевич        | командир 53-й гвардейской танковой бригады                                                                   | гвардии полковник                    | 23 сентября 1944 года |             |
| Афанасьев, Яков Иванович          | командир роты 51-й гвардейской танковой бригады                                                              | гвардии старший лейтенант            | 23 сентября 1944 года | умер от ран |
| Бабаев, Николай Архипович         | командир бронетранспортёра роты управления 53-й гвардейской танковой бригады                                 | гвардии старший сержант              | 27 июня 1945 года     |             |
| Баль, Николай Васильевич          | командир 315-го танкового батальона 51-й гвардейской танковой бригады                                        | гвардии старший лейтенант            | 10 января 1944 года   |             |
| Беляев, Пётр Михайлович           | командир батальона 22-й гвардейской мотострелковой бригады                                                   | гвардии майор                        | 27 июня 1945 года     |             |
| Басов, Фёдор Евсеевич             | командир 1893-го самоходного артиллерийского полка                                                           | подполковник                         | 10 января 1944 года   |             |
| Беспалов, Георгий Иванович        | заместитель командира дивизиона по полит. части 272-го гвардейского миномётного полка реактивной артиллерии  | гвардии капитан                      | 9 января 1944 года    |             |
| Богатырёв, Харун Умарович         | заместитель командира 51-й гвардейской танковой бригады                                                      | гвардии майор                        | 17 ноября 1943 года   |             |
| Богданов, Хамзя Салимович         | командир 22-й гвардейской мотострелковой бригады                                                             | гвардии полковник                    | 31 мая 1945 года      |             |
| Бурмистров, Вилен Иванович        | командир отделения 22-й гвардейской мотострелковой бригады                                                   | гвардии старшина                     | 10 января 1944 года   |             |
| Васильев, Василий Иванович        | командир разведывательного взвода 53-й гвардейской танковой бригады                                          | лейтенант                            | 10 апреля 1945 года   |             |
| Волков, Николай Николаевич        | механик-водитель танка танкового батальона 53-й гвардейской танковой бригады                                 | гвардии сержант                      | 10 апреля 1945 года   |             |
| Воробьёв, Алексей Иванович        | командир взвода инженерно-минной роты 22-й гвардейской мотострелковой бригады                                | гвардии старшина                     | 27 июня 1945 года     |             |
| Воробьёв, Николай Павлович        | наводчик орудия 1666-го истребительно-противотанкового артиллерийского полка                                 | младший сержант                      | 10 января 1944 года   |             |
| Гаврилов, Николай Никитович       | механик-водитель танка 53-й гвардейской танковой бригады                                                     | гвардии сержант                      | 10 апреля 1945 года   |             |
| Герасимов, Иван Александрович     | наводчик орудия 1666-го истребительного противотанкового артиллерийского полка                               | гвардии красноармеец                 | 10 января 1944 года   |             |
| Гончаренко, Олег Моисеевич        | командир дивизиона 272-го гвардейского миномётного полка реактивной артиллерии                               | гвардии капитан                      | 23 сентября 1944 года |             |
| Гузенков, Иван Матвеевич          | разведчик 51-й гвардейской танковой бригады                                                                  | гвардии красноармеец                 | 10 января 1944 года   |             |
| Гуляев, Дмитрий Илларионович      | командир батальона 22-й гвардейской мотострелковой бригады                                                   | гвардии капитан                      | 10 января 1944 года   | посмертно   |
| Гуров, Николай Никонорович        | помощник командира взвода автоматчиков разведывательной роты 22-й гвардейской мотострелковой бригады         | гвардии старший сержант              | 27 июня 1945 года     |             |
| Данелия, Амиран Иосифович         | стрелок-пулемётчик танка 2-го танкового батальона 53-й гвардейской танковой бригады                          | гвардии старший сержант              | 10 апреля 1945 года   |             |
| Дидок, Яков Терентьевич           | командир пулемётного расчёта 286-го гвардейского зенитного артиллерийского полка                             | гвардии красноармеец                 | 23 сентября 1944 года |             |
| Денисов, Михаил Игнатьевич        | механик-водитель танка 305-го танкового батальона 53-й гвардейской танковой бригады                          | гвардии старший сержант              | 3 июня 1944 года      |             |
| Долбёшкин, Пётр Лукич             | командир дивизиона 272-го гвардейского миномётного полка реактивной артиллерии                               | гвардии капитан                      | 17 ноября 1943 года   | посмертно   |
| Долидович, Фрол Савельевич        | автоматчик разведывательного взвода 53-й гвардейской танковой бригады                                        | гвардии красноармеец                 | 10 апреля 1945 года   |             |
| Егоров, Пётр Васильевич           | механик-водитель танка 53-й гвардейской танковой бригады                                                     | гвардии старший сержант              | 10 апреля 1945 года   |             |
| Жадейкин, Максим Степанович       | командир отделения роты ПТР 22-й гвардейской мотострелковой бригады                                          | гвардии младший сержант              | 10 января 1944 года   |             |
| Заборьев, Степан Михайлович       | командир взвода танков 53-й гвардейской танковой бригады                                                     | гвардии младший лейтенант            | 27 июня 1945 года     | посмертно   |
| Зарубин, Иван Петрович            | заместитель командира 22-й гвардейской мотострелковой бригады                                                | гвардии майор                        | 27 июня 1945 года     |             |
| Зинькович, Митрофан Иванович      | командир 6-го гвардейского танкового корпуса                                                                 | гвардии генерал-майор танковых войск | 17 ноября 1943 года   | посмертно   |
| Зубков, Иван Сидорович            | командир моторизированного батальона автоматчиков 51-й гвардейской танковой бригады                          | гвардии майор                        | 23 сентября 1944 года |             |
| Иванов, Василий Николаевич        | автоматчик мотострелкового батальона 51-й гвардейской танковой бригады                                       | гвардии красноармеец                 | 17 ноября 1943 года   |             |
| Иванов, Михаил Фёдорович          | командир 272-го гвардейского миномётного полка реактивной артиллерии                                         | гвардии майор                        | 17 ноября 1943 года   |             |
| Иванов, Павел Петрович            | командир миномётной батареи 272-го гвардейского миномётного полка реактивной артиллерии                      | гвардии лейтенант                    | 9 февраля 1944 года   |             |
| Иванов, Сергей Иванович           | радист мотострелкового батальона 51-й гвардейской танковой бригады                                           | гвардии сержант                      | 10 января 1944 года   |             |
| Ивушкин, Пётр Терентьевич         | командир танкового батальона 53-й гвардейской танковой бригады                                               | гвардии капитан                      | 27 июня 1945 года     |             |
| Кармановский, Иван Прокопьевич    | автоматчик взвода разведки управления 53-й гвардейской танковой бригады                                      | гвардии красноармеец                 | 10 апреля 1945 года   |             |
| Карпенко, Николай Григорьевич     | командир танка 53-й гвардейской танковой бригады                                                             | гвардии лейтенант                    | 24 мая 1944 года      |             |
| Кельчин, Михаил Никифорович       | командир взвода противотанковых ружей 1-го мотострелкового батальона 22-й гвардейской мотострелковой бригады | гвардии младший лейтенант            | 10 января 1944 года   |             |
| Клименко, Николай Сергеевич       | командир танкового батальона 51-й гвардейской танковой бригады                                               | гвардии майор                        | 27 июня 1945 года     |             |
| Константинов, Лаврентий Сергеевич | командир взвода автоматчиков разведывательной роты 22-й гвардейской мотострелковой бригады                   | гвардии старший сержант              | 10 января 1944 года   |             |
| Коняхин, Александр Романович      | командир взвода танков Т-34 306-го танкового батальона 53-й гвардейской танковой бригады                     | гвардии лейтенант                    | 3 июня 1944 года      |             |
| Кравец, Мордух Пинхусович         | командир взвода разведки 51-й гвардейской танковой бригады                                                   | гвардии старший лейтенант            | 10 января 1944 года   |             |
| Лапушкин, Анатолий Семёнович      | командир отделения инженерно-сапёрной роты 22-й гвардейской мотострелковой бригады                           | гвардии старший сержант              | 27 июня 1945 года     |             |
| Лахин, Иван Тимофеевич            | командир стрелковой роты 22-й гвардейской мотострелковой бригады                                             | гвардии лейтенант                    | 10 января 1944 года   |             |
| Леуцкий, Николай Афанасьевич      | командир разведывательной роты 7-го гвардейского бронеавтомобильного батальона                               | гвардии лейтенант                    | 3 июня 1944 года      |             |
| Логвин, Пётр Иванович             | командир взвода 22-й гвардейской мотострелковой бригады                                                      | гвардии старшина                     | 10 января 1944 года   |             |
| Ляденко, Анатолий Никитович       | командир отделения автоматчиков 53-й гвардейской танковой бригады                                            | гвардии сержант                      | 10 апреля 1945 года   |             |
| Майстренко, Владимир Никитович    | механик-водитель танка 51-й гвардейской танковой бригады                                                     | гвардии старшина                     | 23 сентября 1944 года |             |
| Малиновский, Василий Тимофеевич   | помощник командира батареи по технической части 1893-го самоходного артиллерийского полка                    | техник-лейтенант                     | 10 января 1944 года   |             |
| Мариков, Иван Ефимович            | командир танка 305-го танкового батальона 53-й гвардейской танковой бригады                                  | гвардии младший лейтенант            | 3 июня 1944 года      | посмертно   |
| Милюков, Александр Иванович       | командир танковой роты 53-й гвардейской танковой бригады                                                     | гвардии младший лейтенант            | 27 июня 1945 года     |             |
| Митрофанов, Василий Андреевич     | командир 6-го гвардейского танкового корпуса                                                                 | гвардии генерал-майор танковых войск | 29 мая 1945 года      |             |
| Михайлов, Николай Лаврентьевич    | командир 22-й гвардейской мотострелковой бригады                                                             | гвардии полковник                    | 23 сентября 1944 года | посмертно   |
| Молчанов, Василий Михайлович      | командир истребительно-противотанковой батареи 51-й гвардейской танковой бригады                             | гвардии капитан                      | 17 ноября 1943 года   |             |
| Морозов, Пётр Иванович            | командир танковой роты 53-й гвардейской танковой бригады                                                     | гвардии лейтенант                    | 27 июня 1945 года     |             |
| Моченков, Леонид Иванович         | командир мотострелкового батальона 106-й танковой бригады                                                    | капитан                              | 15 января 1944 года   | посмертно   |
| Николаев, Николай Михайлович      | командир орудия 286-го гвардейского зенитного артиллерийского полка                                          | гвардии старшина                     | 23 сентября 1944 года |             |
| Новиков, Василий Иванович         | командир взвода разведки 53-й гвардейской танковой бригады                                                   | гвардии лейтенант                    | 10 апреля 1945 года   | посмертно   |
| Новохатько, Михаил Степанович     | командир 51-й гвардейской танковой бригады                                                                   | гвардии полковник                    | 17 ноября 1943 года   |             |
| Оськин, Александр Петрович        | командир танка Т-34-85 53-й гвардейской танковой бригады                                                     | гвардии младший лейтенант            | 23 сентября 1944 года |             |
| Пастухов, Дмитрий Тимофеевич      | помощник командира взвода инженерно-минной роты 22-й гвардейской мотострелковой бригады                      | гвардии старший сержант              | 27 июня 1945 года     |             |
| Пацюченко, Валентин Фёдорович     | командир огневого взвода 272-го гвардейского миномётного полка реактивной артиллерии                         | гвардии лейтенант                    | 23 сентября 1944 года |             |
| Пеньков, Иван Михайлович          | командир взвода 53-й гвардейской танковой бригады                                                            | гвардии старший лейтенант            | 10 апреля 1945 года   |             |
| Петренко, Николай Антонович       | разведчик 272-го гвардейского миномётного полка реактивной артиллерии                                        | гвардии красноармеец                 | 10 января 1944 года   |             |
| Петухов, Николай Евгеньевич       | автоматчик моторизованного пулемётного батальона 51-й гвардейской танковой бригады                           | гвардии красноармеец                 | 17 ноября 1943 года   | посмертно   |
| Пименов, Василий Маркелович       | командир миномётного расчёта 272-го гвардейского миномётного полка реактивной артиллерии                     | гвардии младший сержант              | 10 января 1944 года   |             |
| Пищулин, Андриан Абрамович        | командир мотострелкового батальона 51-й гвардейской танковой бригады                                         | гвардии старший лейтенант            | 17 ноября 1943 года   | посмертно   |
| Плакидин, Дмитрий Иванович        | командир отделения 22-й гвардейской мотострелковой бригады                                                   | гвардии старший сержант              | 10 января 1944 года   | посмертно   |
| Потехин, Иван Павлович            | разведчик 53-й гвардейской танковой бригады                                                                  | гвардии сержант                      | 10 апреля 1945 года   |             |
| Пузыркин, Яков Афанасьевич        | командир взвода 53-й гвардейской танковой бригады                                                            | гвардии лейтенант                    | 10 апреля 1945 года   |             |
| Рябов, Василий Терентьевич        | Командир отделения 78-го гвардейского отдельного сапёрного батальона                                         | гвардии младший сержант              | 23 октября 1943 года  |             |
| Сажинов, Виктор Александрович     | разведчик роты управления 53-й гвардейской танковой бригады                                                  | гвардии красноармеец                 | 10 апреля 1945 года   |             |
| Семёнов, Иван Дмитриевич          | командир отделения мотострелкового пулемётного батальона 51-й гвардейской танковой бригады                   | гвардии сержант                      | 17 ноября 1943 года   |             |
| Сидоренко, Александр Филиппович   | механик-водитель самоходной артиллерийской установки 1893-го самоходного артиллерийского полка               | младший сержант                      | 10 января 1944 года   |             |
| Слабинюк, Пётр Афанасьевич        | комсорг 286-го гвардейского зенитного артиллерийского полка                                                  | гвардии старшина                     | 9 февраля 1944 года   | (Слабиняк)  |
| Сысолятин, Василий Андреевич      | автоматчик мотострелкового батальона 51-й гвардейской танковой бригады                                       | гвардии красноармеец                 | 17 ноября 1943 года   |             |
| Тестов, Николай Степанович        | командир стрелкового отделения 22-й гвардейской мотострелковой бригады                                       | гвардии старшина                     | 10 января 1944 года   |             |
| Удалов, Василий Александрович     | командир взвода 71-го гвардейского отдельного тяжёлого танкового полка                                       | гвардии старший лейтенант            | 23 сентября 1944 года |             |
| Фалин, Алексей Иванович           | командир танка 306-го танкового батальона 53-й гвардейской танковой бригады                                  | гвардии лейтенант                    | 3 июня 1944 года      |             |
| Хабаров, Александр Григорьевич    | командир отделения автоматчиков 22-й гвардейской мотострелковой бригады                                      | гвардии сержант                      | 10 января 1944 года   |             |
| Цымбалюк, Андрей Григорьевич      | командир орудия 22-й гвардейской мотострелковой бригады                                                      | гвардии сержант                      | 10 января 1944 года   | Посмертно   |
| Чалдаев, Виктор Алексеевич        | командир взвода 53-й гвардейской танковой бригады                                                            | гвардии младший лейтенант            | 24 мая 1944 года      |             |
| Чернецов, Виктор Иванович         | Стрелок-разведчик 51-й гвардейской танковой бригады                                                          | гвардии красноармеец                 | 10 января 1944 года   |             |
| Черных, Николай Иннокентьевич     | командир взвода 120-го гвардейского отдельного сапёрного батальона                                           | гвардии младший лейтенант            | 10 января 1944 года   |             |
| Шалжиян, Михаил Михайлович        | командир отделения 22-й гвардейской мотострелковой бригады                                                   | гвардии сержант                      | 27 сентября 1945 года |             |
| Шарипов, Нурмы Халяфович          | командир отделения взвода разведки 53-й гвардейской танковой бригады                                         | гвардии сержант                      | 23 сентября 1944 года |             |
| Шеин, Иван Кузьмич                | командир взвода 3-го батальона 22-й гвардейской мотострелковой бригады                                       | гвардии лейтенант                    | 10 января 1944 года   |             |
| Шелест, Василий Галактионович     | командир пулемётного взвода мотострелкового батальона 53-й гвардейской танковой бригады                      | гвардии младший лейтенант            | 3 июня 1944 года      |             |
| Шендриков, Николай Степанович     | командир танкового взвода 53-й гвардейской танковой бригады                                                  | гвардии младший лейтенант            | 27 июня 1945 года     |             |
| Шумелёв, Александр Прокопьевич    | командир взвода артиллерийского дивизиона 22-й гвардейской мотострелковой бригады                            | гвардии младший лейтенант            | 10 января 1944 года   |             |
| Щеников, Михаил Васильевич        | командир мотострелкового батальона 53-й гвардейской танковой бригады                                         | гвардии майор                        | 27 июня 1945 года     |             |
| Якубовский, Иван Игнатьевич       | заместитель командира корпуса                                                                                | гвардии полковник                    | 23 сентября 1944 года |             |

## Кавалеры ордена Славы 3-х степеней
51-я гвардейская танковая Фастовская Краснознамённая орденов Суворова Кутузова и Богдана Хмельницкого бригада:
- Колесников, Семён Ефремович, гвардии старшина, механик-водитель танка 315-го танкового батальона.
- Филатов, Владимир Петрович, гвардии младший сержант, автоматчик моторизованного батальона автоматчиков.

53-я гвардейская танковая Фастовская ордена Ленина Краснознамённая орденов Суворова и Богдана Хмельницкого Бригада:
- Громов, Сергей Александрович, гвардии сержант, автоматчик взвода разведки.
- Каримов, Мумин, гвардии красноармеец, автоматчик взвода разведки роты управления
- Малочуев, Николай Александрович, гвардии младший сержант, автоматчик.
- Холкин, Василий Васильевич, гвардии старшина, командир орудия танка Т-34.

22-я гвардейская мотострелковая Фастовская ордена Ленина Краснознамённая орденов Суворова и Богдана Хмельницкого бригада:
- Калашников, Пётр Макарович, гвардии старший сержант, командир отделения стрелкового батальона.

385-й гвардейский тяжелый самоходно-артиллерийский Дрезденский полк:
- Ковалёв, Александр Устинович, гвардии старшина, начальник радиостанции.
- Пуртов, Сергей Георгиевич, гвардии старшина, командир взвода автоматчиков.

1645-й легкий артиллерийский полк:
- Бельский, Пётр Ильич, младший сержант, командир топовычислительного отделения
- Михайлов, Виктор Андриянович, младший сержант, старший разведчик.

## Послевоенная история
10 июля 1945 года, в соответствии с директивой Ставки Верховного Главнокомандования № 11096 от 29 мая 1945 года, 6-й гвардейский танковый корпус вошёл в состав Центральной группы войск.

На основании приказа НКО СССР № 0013 от 10 июня 1945 года 6-й гвардейский танковый корпус был преобразован в 6-ю гвардейскую танковую Киевско-Берлинскую ордена Ленина, Краснознамённую, орденов Суворова и Богдана Хмельницкого дивизию (в/ч 36231) 3-й гвардейской танковой армии.
Весной 1946 года 3-я гвардейская танковая армия была преобразована в 3-ю гвардейскую механизированную армию, в ноябре того же года была свёрнута в 3-ю отдельную гвардейскую кадровую танковую дивизию. В связи с этим 6-я гвардейская танковая дивизия была свёрнута в 6-й гвардейский кадровый танковый полк, а все её полки в кадровые батальоны.
Весной 1947 года 3-я отдельная гвардейская кадровая танковая дивизия была передана в состав Группы советских оккупационных войск в Германии. В августе 1949 года 6-й гвардейский кадровый танковый полк был развёрнут в дивизию, с местом дислокации город Виттенберг.
29 апреля 1957 года 3-я гвардейская механизированная армия была переформирована в 18-ю гвардейскую общевойсковую армию.
12 сентября 1979 года 6-я гвардейская танковая дивизия (в/ч 05733) была включена в состав 28-й общевойсковой армии и выведена на территорию Белорусского военного округа, с местом дислокации Гродно.
В 1992 году 6-я гвардейская танковая дивизия вошла в состав Вооруженных Сил Республики Беларусь. 1 августа 1992 года соединение было переформировано в 6-ю отдельную гвардейскую механизированную бригаду с сохранением почётных наименований и боевых орденов.